# Ahraam
Ahraam(아흐람)은 ABRX 레이블의 설립자이자 대한민국 서울을 중심으로 활동하고 있는 DJ/프로듀서이다. 2019년 [Who Enter Here] EP를 시작으로 [Vison], [The Empty House], [Pure Energy] EP를 발매하였으며, 2020년 [Human, All Too Human] 첫 번째 LP 스튜디오 앨범을 발매하였다. 이외에도 [Symposia] Single을 릴리즈 하는 등, 일렉트로닉, 익스페리멘탈, 테크노 장르를 기반으로 한 음악을 주로 제작해왔다.